# 梅丽莎·萨塔
梅丽莎·萨塔（英語：Melissa Satta，1986年2月7日—）是一个在美国出生的意大利模特和女演员。

## 简介
萨塔的青年时期和父母一起在意大利撒丁岛度过。她出演了《格言》杂志和为《体育画报》在2010年泳装封面。她的前男友球星维埃里是意大利足球运动员，她目前的男朋友奇雲-派斯·保定是加纳足球运动员，目前男友效力于意甲球队AC米兰。

## 职业生涯
- 2006年1月意大利时尚杂志《MAX》就推出梅丽莎·萨塔和苔斯·索萨·威格斯，名叫“2006的花瓶”。[5]
- 2006年开始，萨塔担任意大利电视5台王牌节目《秘密披露》的主播。 [1]
- 2011年8月，萨塔登陆《名利场》杂志封面。[6]